# Kassierer

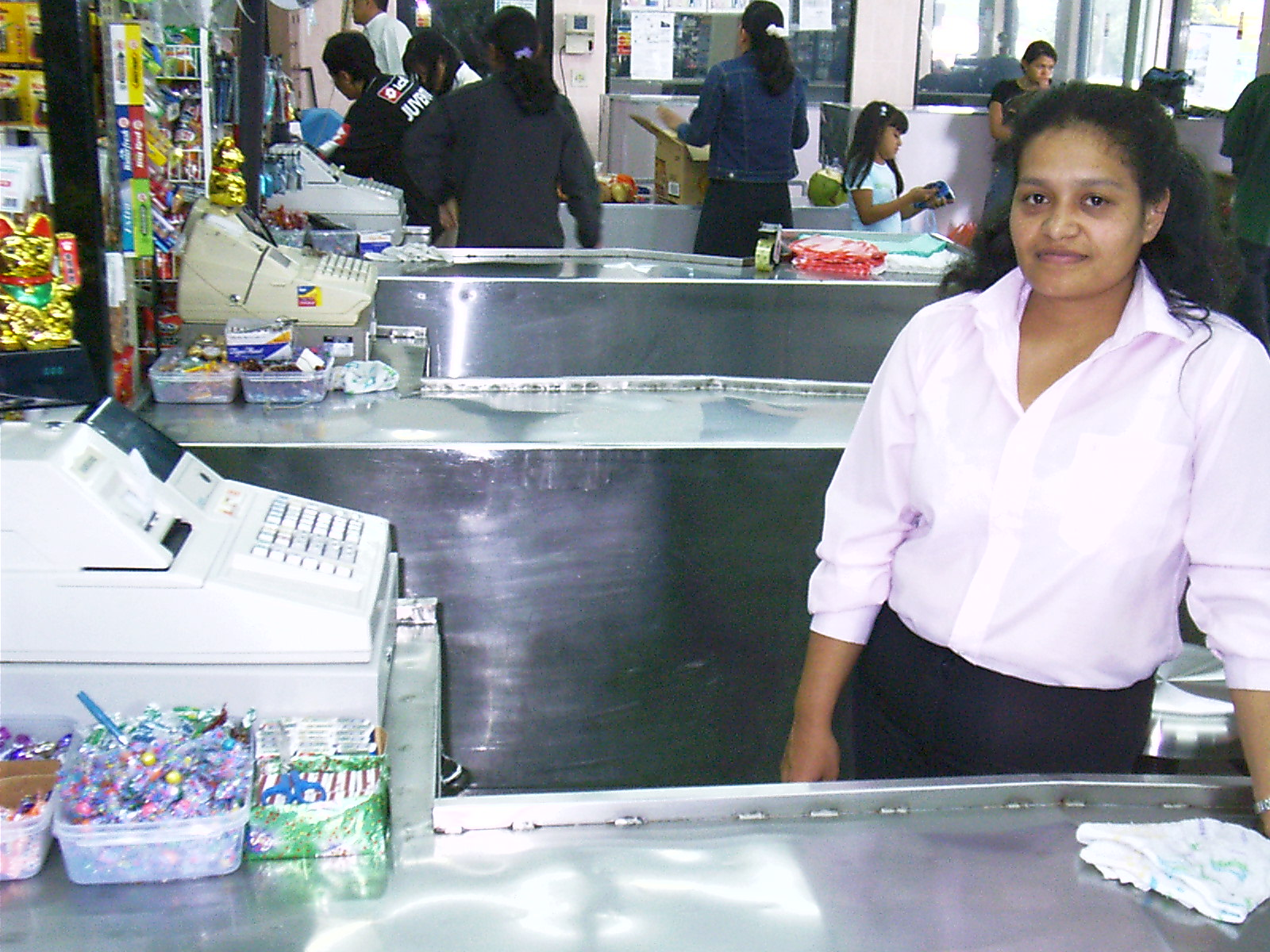
Kassiererin im Supermarkt in Panama

Kassierer (Schweizerdeutsch, österreichisches Deutsch, süddeutscher Sprachraum: Kassier/Kassierin) oder Kassiererin ist ein Beruf oder eine Tätigkeit, die mit der Kassenführung verbunden sind. 

## Allgemeines
Wichtigste Aufgabe der Kassierer ist die Bareinzahlung und Barauszahlung von Bargeld und dessen Kontrolle (Echtheit, Nachzählen), die Bearbeitung von Geld- und Kreditkarten sowie Schecks, die Bedienung des Barcodelesegeräts und die Bedienung einer Kasse (Registrierkasse).

## Arten
Es gibt verschiedene Arten von Kassierern:
- an der Kasse eines Einzelhandelsgeschäfts. Der Kassierer erzeugt zu allen Gegenständen des Verkaufs einen Kassenbon, den der Kunde meistens sofort zu begleichen hat. Siehe dazu auch Kaufmann im Einzelhandel.
- an der Kasse von Kreditinstituten. Der Kassierer nimmt Einzahlungen auf Konten entgegen, zahlt Geld von Konten aus oder wechselt Sorten.
- an der Kasse einer Veranstaltung (Kino, Konzert, Theater, Zirkus usw.). Dort verkauft er Eintrittskarten.
- Bei Versorgungsunternehmen sorgen Sperrkassierer bei rückständigen Kunden für das Inkasso oder sperren den Anschluss.
- Der Schatzmeister eines Vereins wird in der Schweiz als Kassier bezeichnet. Er wird auch gelegentlich umgangssprachlich als Kassierer bezeichnet. Das geschieht insbesondere dann, wenn er Mitgliedsbeiträge bar kassiert.
- „Lichtkassier“ war vormals in Österreich die Berufsbezeichnung für die heutige Tätigkeit des Stromablesers. Die Benennung erklärt sich daraus, dass sich zu Beginn des 20. Jahrhunderts der Elektrizitätsverbrauch in Privathaushalten meist auf Lichtstrom beschränkte, und der Stromableser die Gebühr bei den Kunden in bar kassierte.